# PGC 4126718
LEDA/PGC 4126718 ist eine Spiralgalaxie im Sternbild Widder auf der Ekliptik. Sie ist schätzungsweise 240 Millionen Lichtjahre von der Milchstraße entfernt. Vom Sonnensystem aus entfernt sich das Objekt mit einer errechneten Radialgeschwindigkeit von näherungsweise 5.300 Kilometern pro Sekunde.

## Galaktisches Umfeld
| Nr. | Galaxie          | Alternativname          | Rek           | Dek           | Distanz/asec |
| --- | ---------------- | ----------------------- | ------------- | ------------- | ------------ |
| →   | LEDA/PGC 4126718 | NSA 130399              | 01h47m35.60s  | +11d28m08.0s  | 0            |
| 1   | LEDA/PGC 6580    | UGC 1255                | 01h47m37.21s  | +11d20m38.2s  | 450.61       |
| 2   | LEDA/PGC 1394419 | 2MASX J01470213+1129274 | 01h47m02.12s  | +11d29m27.2s  | 497.45       |
| 3   | LEDA/PGC 212831  | 2MASX J01465614+1126184 | 01h46m56.13s  | +11d26m18.6s  | 590.84       |
| 4   | LEDA/PGC 6531    | UGC 1245                | 01h46m50.791s | +11d24m05.57s | 701.80       |
| 5   | NGC 673          | LEDA/PGC 6624           | 01h48m22.440s | +11d31m16.71s | 714.44       |
| 6   | LEDA/PGC 212835  | 2MASX J01483191+1129476 | 01h48m31.92s  | +11d29m47.6s  | 833.62       |
| 7   | LEDA/PGC 1397526 | 2MASX J01472146+1142114 | 01h47m21.47s  | +11d42m11.2s  | 868.09       |